# Széles Gábor (üzletember)
Széles Gábor (Újpest, 1945. július 8. –) magyar üzletember, a székesfehérvári székhelyű Videoton és Ikarus nagyvállalatok elnök-tulajdonosa.  
Vagyonát 2023-ban 206,8 milliárd és 208 milliárd forint közöttire becsülték, és evvel a leggazdagabb magyarok éves rangsoraiban az ország kilencedik leggazdagabb milliárdosaként tartották számon. Széles a Befolyás-barométer 2021-es top 50-es listáján a 29. helyet foglalta el. 

## Élete
Villamosmérnöki diplomáját a Budapesti Műszaki Egyetem Villamosmérnöki Karán szerezte, majd a Harvard Egyetem executive management programja keretében folytatta tanulmányait.
1981-ig a Eötvös Loránd Geofizikai Intézet tudományos munkatársaként, majd fejlesztési osztályvezetőjeként dolgozott.
Első vállalkozása – az eredetileg geodéziai műszerek összeszerelésére, fejlesztésére alapított Műszertechnika Pjt. – 1981-ben indult Kőszegvári Andrással közösen. Azóta a magánvállalkozók világában dolgozik. 1983-tól vállalkozása gmk-vá, 1985-től kisszövetkezetté, 1990-ben részvénytársasággá alakult át. A cég később több cég csoportosulásává vált (a cég tevékenysége főleg az ipari termelésre és pénzügyi szolgáltatásokra terjed ki, de emellett jelentős ingatlanportfólióval rendelkezik). Kezdetben a Műszertechnikának elnöke, majd a cég részvénytársasággá válása után elnök-vezérigazgatója volt.
1991-ben került a Videoton vállalathoz, 1991 óta Lakatos Péterrel és Sinkó Ottóval, a Videoton Holding alapító tulajdonosával közösen vezetik, birtokolják a céget. 1996 szeptemberétől egyúttal az Ikarus Rt. igazgatótanácsi elnöke is.
Az 1990-ben megalakult Magyar Gyáriparosok Országos Szövetségének volt elnöke 1998-ig, 1998-tól a Magyar Munkaadói Szövetség és a Magyar Gyáriparosok Országos Szövetségének egyesülésével a Munkaadók és Gyáriparosok Országos Szövetségének társelnöke, majd elnöke, 2008-tól tiszteletbeli elnöke lett. 2005-től a Gyáriparosok és Vállalkozók Nemzetközi Kongresszusának alelnöke. 2003–2005 között a Szervezési és Vezetési Tudományos Társaság elnöke, 2004–2006 között a Műszaki és Természettudományi Egyesületek Szövetségének elnöke.
1992-től az Ipari Centrumok Nemzetközi Szövetségének elnöke.
1989-ben belépett az MDF-be, 1990–1993 között az MDF elnökségi tagja, az MDF-vállalkozások felelőse volt. 1990–1992 között a Fővárosi Közgyűlés tagja volt.
2005-ben ECHO Hungária néven megalapította az első magyarországi gazdasági televíziós társaságot, amelynek többségi tulajdonosa. 2005 szeptemberében megvette a Magyar Hírlapot kiadó céget. 2006-ban létrehozta Magyarország első életmódcsatornáját, a Vital TV-t. Médiabirodalma politikailag meghatározóan jobboldali irányzatú, jelentős részt vállalt a Fidesz 2010-es választási kampányának támogatásából.
Bayer Zsolt és Bencsik András mellett a 2012. január 21-i békemenet, majd az azt követő hasonló rendezvények egyik szervezője és fő anyagi támogatója. A Napi Gazdaság listája szerint az ötödik leggazdagabb magyar ember volt 2007-ben.
2013. október végére az ő anyagi és szakmai támogatása mellett egy olyan háztartási készülék elkészítését és bemutatását ígérték, amely ingyen energiával képes ellátni egy családi házat (a fizika mai terminusa szerint ezt elsőfajú perpetuum mobilénak nevezik). Ígérete szerint a gyártását azonnal megkezdi a bemutató után, egyelőre kisebb szériában. A készülék működésének fizikai elvét nem hozta nyilvánosságra. Nem meghatározott okok miatt a készülék bemutatását bizonytalan időre elhalasztotta.

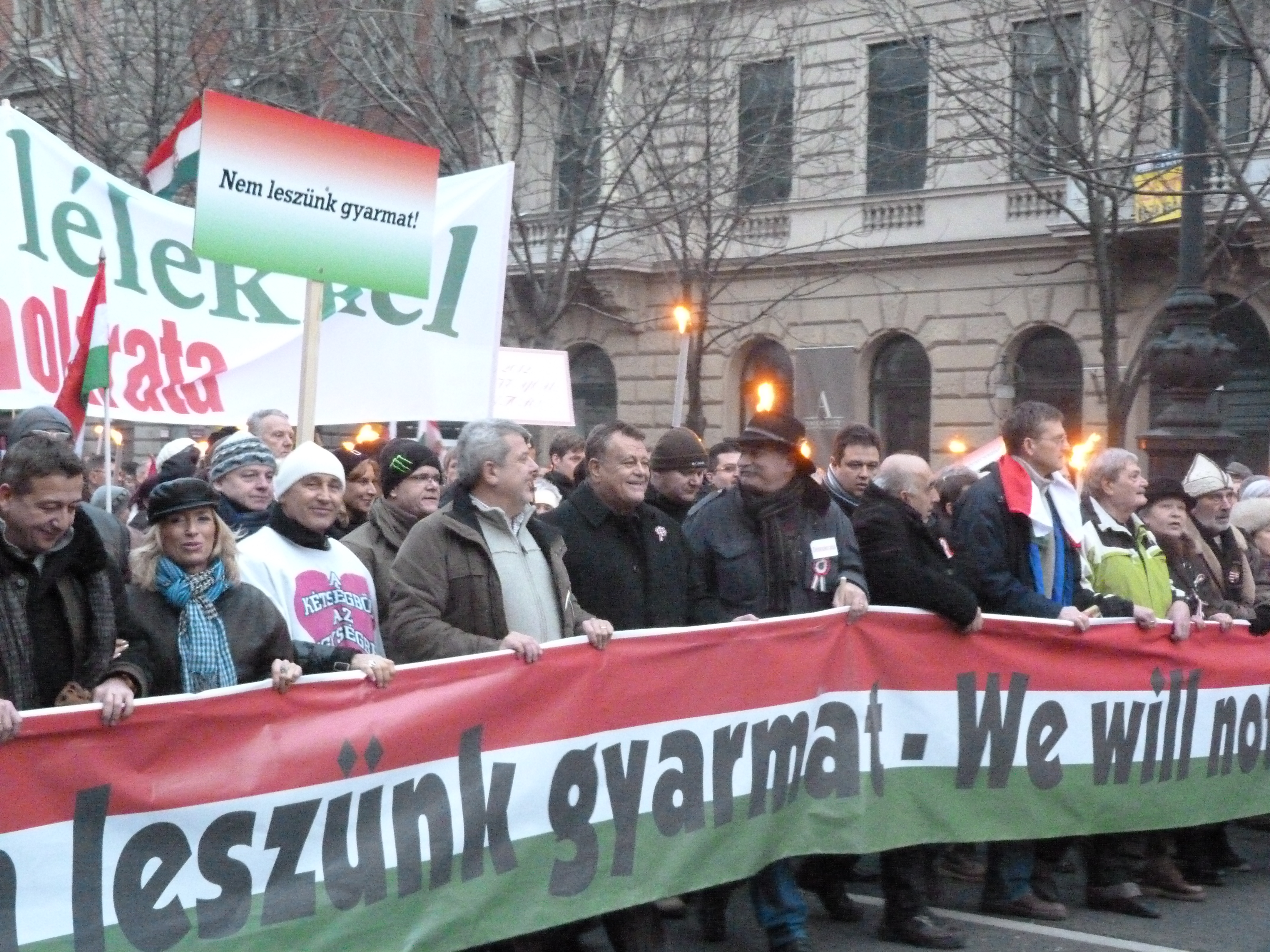
Széles Gábor Budapesten, a 2012. január 21-i békemeneten

## Elismerései
- Munkáját 1990-ben a Neumann János Számítógép-tudományi Társaság (NJSZT) Neumann-díjjal jutalmazta.[19][20]
- 1994-ben Eötvös Loránd-díjat kapott.
- 1998-ban elnyerte „Az év vállalkozója” címet.
- 2000-ben Köztársasági Elnöki Aranyérmet kapott
- 2000-ben „Székesfehérvár díszpolgára” lett.
- 2005-ben a Magyar Kereskedelmi és Iparkamara MERCUR Díját nyerte el (ezt a díjat ebben az évben hozták létre).
- 2006-ban a Vitézi rend Lovagkeresztjével és a Szent Gellért Lovagrend nagykeresztjével tüntették ki.
- 2007-ben a határon túli magyar felsőoktatás érdekében kifejtett tevékenységéért Báthory-díjjal jutalmazták.[21]
- 2008-ban az 56-os Magyarok Világszövetségétől „Pesti srác” díjban részesült.
- 2009-ben a Független Újságírók Szövetsége a „Nemzeti Újságírásért” kitüntetés „arany” fokozatát adományozta a nemzeti újságírás területén végzett tevékenységéért.[22]
- 2013. március 15-én megkapta a Magyar Érdemrend középkeresztje a csillaggal kitüntetést.[23]